# Dresura
Dresura (francuski termin, najčešće prevedeno sa značenjem „trening“) oblik je jahanja koji se izvodi na izložbama i takmičenjima, kao i „umetnost“ koja se ponekad poduzima isključivo radi majstorstva. Kao konjički sport koji je definisala Međunarodna konjička federacija, dresura se opisuje kao „najviši izraz treninga konja“, gde se „od konja i jahača očekuje da iz memorije izvode niz unapred utvrđenih pokreta“.
Takmičenja se održavaju na svim nivoima od amaterskog do olimpijskih i svetskih konjičkih igara. Osnovna svrha dresure je da se razvije, kroz standardizovane progresivne metode treninga, prirodna atletsku sposobnost i spremnost za izvođenje konja, maksimalizujući tako njihov potencijal kao jahaćih konja. Na vrhuncu gimnastičkog razvoja dresurnog konja, konj glatko reaguje na minimalna pomagala veštog jahača. Jahač je opušten i izgleda pasivno dok konj dobrovoljno izvodi traženi pokret.
Disciplina ima bogatu istoriju sa drevnim korenima u spisima Ksenofonta. Savremena dresura evoluirala je kao važna konjička aktivnost još od renesanse kada su 1550. godine objavljena „Pravila jahanja” Federika Grizona, prva rasprava o konjištvu u više od hiljadu godina od Ksenofontvog rada O konjarstvu. Mnogo o sistemima treninga koji se danas koriste odražava prakse klasične dresure.

## Dresurni konji
Najpopularnije rase konja viđene na Olimpijskim igrama i drugim međunarodnim FEI takmičenjima su toplokrvni konji uzgajani za dresuru.
U klasičnom dresurnom treningu i predstavama koje uključuju „vazduh iznad zemlje“ (opisane u nastavku), „barokne“ rase konja su popularne i namenski uzgajane za ove specijalnosti.

## Arena
Postoje dve veličine arena, mala i standardna. Svaka ima slova dodeljena položajima oko arene za dresurne testove kako bi se naznačilo gde treba da se izvode pokreti. Čunjevi sa slovima na njima postavljeni su sa strane arene radi upućivanja na mesto kretanja.
Mala arena je veličine 20 sa 40 m (66 sa 131 ft) i koristi se za niže nivoe događaja u dresurnoj fazi, kao i za neka čisto dresurna takmičenja na nižim nivoima. Njena slova oko spoljne ivice, počevši od tačke ulaska i krećući se u smeru kazaljke na satu, su A-K-E-H-C-M-B-F. Slova takođe označavaju lokacije duž „središnje linije“ u sredini arene. Pomerajući se središnjom linijom od A, ona su D-X-G, pri čemu je X direktno između E i B.
Standardna arena je 20 sa 60 m (66 sa 197 ft) i koristi se za testove kako u čistoj dresuri, tako i u disciplinama eventing jahanja. Standardna slova za dresuru su A-K-V-E-S-H-C-M-R-B-P-F. Slova na dugim stranama arene, najbliže uglovima, udaljena su 6 m (20 stopa) od uglova i međusobno su udaljena 12 m (39 stopa). Slova duž središnje linije su D-L-X-I-G, s tim da je X ponovo na pola arene. Postoje spekulacije zašto su izabrana ova slova. Najčešće se smatra u to u upotrebi jer je nemačka konjica imala područje od 20 × 60 metara između baraka na kojima su slova bila postavljena iznad vrata.

## Sudije
Sudije se registruju preko njihove nacionalne federacije, u zavisnosti od sudijskog iskustva i obuke, a najkvalifikovaniji su registrovani kod FEI za međunarodno takmičenje. Sudije su strogo regulisane kako bi se obezbedilo što konzistentnije ocenjivanje u granicama subjektivnosti, a na takmičenjima FEI očekuje se da konačni procenat svih sudija bude unutar pet procenata.
Uvek postoji sudija u C, iako za takmičenje višeg nivoa može biti do sedam sudija na različitim mestima oko arene - u C, E, B, K, F, M i H - što omogućava da se konj vidi u svakom pokretu iz svih uglova. Time se snižavaju šanse da moguće greške ostanu neprimećene, što se može dogoditi ako sudija gleda sa samo jednog dela arene. Na primer, upravljenost konja dok ide preko dijagonale mogu proceniti sudije M i H.
Iako su pozicije sudije poznate iz njihovog najbližeg slova, samo su C, B i E zapravo direktno iza odgovarajućeg markera, dok su ostale sudije na kraćim stranama (u ravni sa C i dva metra od ivice arena za M & H, i na A kraju arene i pet metara od duge strane arene za F & K), a ne na dugoj strani na kao što se čini da slova ukazuju.

## Takmičenje
Dresurna takmičenja sastoje se od niza pojedinačnih testova sa sve većim nivoom težine. Timovi konja i jahača izvode FEI testove, koje je napisalo međunarodno konjičko upravljačko telo zvano Međunarodna konjička federacija ili FEI. Najviši nivo današnjih takmičenja je na grand pri nivou. Ovo je test nivo na prestižnim međunarodnim takmičenjima (CDI), kao što su Olimpijske igre, Svetski kup u dresuri i Svetske konjičke igre. Dresura regulisana pravilima FEI uključuje sledeće nivoe: „mala tura“ (nagrada Sent Džordž i srednje I) srednje A, srednje B i „velika tura“ (srednje II, grand pri i grand pri specijal).
Pored toga, postoji četiri do šest nižih nivoa, povremeno i više, koje u pojedinim državama reguliše njihova nacionalna federacija (kao što su USDF u Americi, Britanska dresura, Dresura u Australiji itd). Niži nivoi traže od konja osnovni hod, relativno velike krugove i niži nivo kolekcije od međunarodnih nivoa. Bočni pokreti nisu potrebni u najranijim nivoima, a pokreti poput prinosa nogu, uvlačenja ramena ili zglobova postepeno se uvode kako konj napreduje, sve do trenutka u kojem se konj može takmičiti u FEI nivoima.
Pored takmičenja, postoji tradicija klasične dresure, u kojoj se tradicionalni trening dresure nastavlja kao oblik umetnosti. Tradicije majstora koje potiču iz dresure održavaju u životu Španska škola jahanja u Beču u Austriji, Portugalska škola konjičke umetnosti u Lisabonu u Portugaliji i Cadre Noir u Somiru u Francuskoj. Ova vrsta školovanja je takođe deo portugalskih i španskih koridskih predstava.

### Testovi
Dresurni testovi su formalizovani sled niza dresurnih pokreta koji se koriste u takmičenju. Iako se konji i jahači takmiče jedni s drugima, testove izvršava pojedinačna kombinacija konja i jahača, a konji i jahači se ocenjuju prema zajedničkom standardu, umesto da se njihov učinak ocenjuje u odnosu na ostale takmičare.
Na gornjim nivoima, testovi za međunarodna takmičenja, uključujući Olimpijske igre, izdaju se pod pokroviteljstvom FEI. Na nižim nivoima i kao deo treninga dresure svaka država odobrava svoj set testova. Na primer, u SAD-u su to Konjička federacija Sjedinjenih Država i Federacija dresure Sjedinjenih Država. U Velikoj Britaniji dresuru nadgleda Britanska dresura. Poni klubovi takođe proizvode sopstvene testove, uključujući osnovne testove hoda/kasa koji služe deci jahačima. Godišnje državno prvenstvo u klubu ponija uključuje dresurni element sa polaznicima vrlo visokog nivoa, a najistaknutiji je Kalum Bejrker (škola Emanuel) koji je poznat po svojoj dresurnoj veštini i negovanom poniju.
Svaki test je segmentiran u niz uzastopnih blokova koji mogu sadržati jedan ili više pokreta. Svaki blok se obično boduje između nule i deset na skali kao što je sledeća:
- 10 Odlično
- 9 Vrlo dobro
- 8 Dobro
- 7 Prilično dobro
- 6 Zadovoljavajuće
- 5 Marginalno
- 4 Nedovoljno
- 3 Prilično loše
- 2 Loše
- 1 Veoma loše
- 0 Nije izvršeno

Od 2011. godine, svi međunarodni testovi, kao i neki nacionalni testovi, takođe su dozvolili polovine ocena (0,5 - 9,5) u svim blokovima.
Uz svaku oznaku može se dati „komentar“ koji može da opiše aspekte koji nedostaju jahaču i konju tokom kretanja, ili ono što oni imaju. Svaka od definicija svake numeričke oznake može se koristiti u komentaru samo ako oznaka odgovara definiciji.
Uz ocene za dresurne pokrete, dodeljuju se ocene i za opštije atribute kao što su hod konja, pokornost, impuls i performanse jahača. Neki segmenti dobijaju povećanu težinu korišćenjem množitelja ili koeficijenta. Koeficijentima se obično daje vrednost 2, što potom udvostručuje ocene date za taj segment. Pokreti kojima se daje koeficijent generalno se smatraju posebno važnim za napredovanje konja u treningu i treba ih kompetentno izvršiti pre prelaska na sledeći nivo takmičenja. Ocene za opšte atribute hoda, pokoravanja, impulsa i performanse jahača pomenute gore, boduju se pomoću koeficijenta.

### Beleženje
Beleženje (takođe poznato kao olovka ili pisanje) je zapisivanje rezultata i komentara sudija na dresurnim priredbama, tako da se sudija može koncentrisati na učinak. Pored toga, pisar treba da proveri identitet svakog takmičara i osigura da su ispitni dokumenti kompletni i potpisani pre nego što ih preda zapisničarima. Pisar treba da poznaje određenu terminologiju dresure, da bude elegantno odeven i da ima čitljiv rukopis. Pisar takođe treba da bude profesionalan, neutralan i da ne učestvuje u ćaskanju ili da daje komentare. Dopušteno je koristiti skraćenice pod uslovom da su prihvaćene i razumljive.
Prema Američkoj federaciji za dresuru, „Svako može volontirati u školskoj emisiji da bude pisar. Školske emisije nisu priznate kao zvanične emisije, ali su odličan način da se vežbaju testovi jahanja ili da se nauči sudijsko beleženje. Nakon obavljanja pisarske dužnosti na školskim predstavama i na nižim nivoima, osoba može da zatraži učešće na priznatoj predstavu, a možda čak i na FEI nivou takmičenja.“ Beleženje ili pisanje takođe je sastavni deo sudijske obuke za one koji žele da postanu akreditovani ili promovisani na viši nivo.

## Životinje pratioci

### Ribe i mekušci
Ribe se takođe mogu dresirati. Na primer, zlatne ribice mogu plivati prema svojim vlasnicima i pratiti ih dok hodaju kroz sobu, ali neće pratiti nikoga drugog. Riba može plivati gore-dole, signalizirajući vlasniku da upali svetlo akvarijuma kada je isključeno, i ona će kliziti po površini dok je vlasnik ne nahrani. Ribe su takođe naučene da obavljaju složenije zadatke, kao što su hvatanje prstenova, plivanje kroz obruče i cevi, izvođenje limba i guranje minijaturne fudbalske lopte u mrežu. Ribe su naučene da razlikuju i drugačije reaguju na male razlike u ljudskim licima prikazanim na ekranu (riba strelac) ili stilovima muzike (zlatna ribica i japanski šaran).
Mekušci, sa potpuno drugačijim dizajnom mozga, naučeni su da razlikuju i reaguju na geometrijske simbole (sipa i hobotnica), i naučeni su da se hrana iza jasne barijere ne može jesti (lignje).

## Literatura
- Burns, T. E. & Clayton, H. M. (1997) "Comparison of the temporal kinematics of the canter pirouette and collected canter". Equine Veterinary Journal Supplement; 23, 58–61.
- Blackfern (2005) Printable Arena Diagram
- Barretto de Souza, Joseph, Count (c. 1927) Elementary Equitation and Advanced Equitation. New York: E. P. Dutton & Co  /London: John Murray
- Clayton, H. M. (1997). „Classification of collected trot, passage and piaffe using stance phase temporal variables”. Equine Veterinary Journal Supplement. 23 (23): 54—57. PMID 9354290. doi:10.1111/j.2042-3306.1997.tb05054.x.
- Clayton, H. M. (1995). „Comparison of the stride kinematics of the collected, medium, and extended walks in horses”. American Journal of Veterinary Research. 56 (7): 849—52. PMID 7574149.
- Clayton, H. M. (1994). „Comparison of the stride kinematics of the collected, working, medium, and extended trot”. Equine Veterinary Journal. 26 (3): 230—34. PMID 8542844. doi:10.1111/j.2042-3306.1994.tb04375.x.
- Clayton, H. M. (1994). „Comparison of the collected, working, medium, and extended canters”. Equine Veterinary Journal Supplement. 17: 16—19.
- German National Equestrian Federation (1990) The Principles of Riding. Boonsboro, Md: Half Halt Pr.
- Advanced Techniques of Riding (1987) (Official Handbook of the German National Equestrian Federation) English edition, Boonsboro, Md: Half Halt Press.
- Herbermann, Erik (1993). Dressage Formula. London: J. A. Allen & Co.
- . 2011. ISBN 978-1-60342-789-0. Недостаје или је празан параметар |title= (помоћ) North Adams, MA: Storey,
- Minetti, A (1998). „The biomechanics of skipping gaits: a third locomotion paradigm?”. Proceedings of the Royal Society of London: part B. 265 (1402): 1227—35. Спољашња веза у |title= (помоћ).
- Museler, Wilhelm. Riding Logic. New York: Simon & Schuster. ISBN 0-671-76492-6. (translation first published: London: Methuen, 1937; many later editions)
- Santini, Piero (1936) The Forward Impulse. London: Country Life
- Wynmalen, Henry (1953) Dressage: a study of the finer points of riding. London: Museum Press (also, by the same author, Equitation. London: Country Life, 1938)
- Pryor, Karen. (1999). Don't Shoot the Dog! The New Art of Teaching and Training. Bantam Books: New York, NY.
- McGreevy, P & Boakes, R.„Carrots and Sticks: Principles of Animal Training”.(Sydney: „Sydney University Press”., 2011).
- Miltenberger, R. G. (2008). Behavior modification: Principles and procedures. (4th ed). Belmont, CA: Wadsworth.
- Nance, Susan. Entertaining Elephants: Animal Agency and the Business of the American Circus. (Johns Hopkins University Press; 2013)
- Ramirez, K. (1999). Animal training: Successful animal management through positive reinforcement. Shedd Aquarium: Chicago, IL.